# Eugène Sollier
Pour les articles homonymes, voir Sollier.
Paul Louis Eugène Sollier est un sculpteur français né à Paris le 14 septembre 1844 et mort à Paris 6e le 28 avril 1915.

## Biographie
Eugène Sollier est un élève de Charles Cordier. Il expose au Salon de 1869 à 1909, notamment plusieurs bustes en marbre de personnalités. Il y obtient des mentions honorables en 1881 et 1883.
Il est membre de la Société des artistes français à partir de 1883.

## Œuvres
- Buste de Nicolas-Jacques Conté, 1871, Saint-Denis, Conservatoire national des arts et métiers d'Île-de-France[2].
- Monument à Michel de L'Hospital, 1881, Riom, jardin du palais de justice. La statue en marbre a été exposée au Salon de 1881[3].
- La Foi, Salon de 1883, statue en marbre[4], localisation inconnue.
- Fontaine Rouffy, 1885, médaillon en bronze, Draveil, place Rouffy[5].